# Andrew Wilson (Politiker)
Andrew Wilson (* 1970 in Lanark) ist ein schottischer Politiker und Mitglied der Scottish National Party (SNP).
Bei den Schottischen Parlamentswahlen 1999 trat Neil als Kandidat der SNP für den Wahlkreis Cumbernauld and Kilsyth an, unterlag jedoch Cathie Craigie von der Labour Party deutlich. Auf Grund des Wahlergebnisses zog er als Abgesandter der Wahlregion Central Scotland über die Regionalliste in das neugeschaffene Schottische Parlament ein. Zwischen Mai 1999 und Juni 2001 war Wilson Schattenminister für Finanzen, später für Wirtschaft und Verkehr. Bei den folgenden Parlamentswahlen 2003 kandidierte Wilson abermals für Cumbernauld and Kilsyth, erhielt jedoch rund 500 Stimmen weniger als Cathie Craigie. Da Wilson auf der Regionalliste von Platz zwei im Jahre 1999 auf Platz fünf hinabgesetzt wurde, verpasste er den erneuten Einzug ins Parlament.